# Policarbonato
Os policarbonatos são polímeros de cadeia longa, formados por grupos funcionais unidos por grupos carbonato {\displaystyle (-O-(C=O)-O-)}. São moldáveis quando aquecidos, sendo por isso chamados termoplásticos. Como tal, estes plásticos são muito usados atualmente na moderna manufatura industrial e no design.
O tipo de policarbonato mais utilizado é baseado no bisfenol A. Por vezes o termo policarbonato é utilizado como sinônimo deste polímero particular (policarbonato de bisfenol A).
- Características dos policarbonatos: densidade:1,20. cristalinidade muito baixa, termoplástico, incolor, transparente, se caracterizando portanto como um polímero amorfo.[3]
- Propriedades marcantes dos policarbonatos: semelhança ao vidro, porém altamente resistente ao impacto, boa estabilidade dimensional, boas propriedades elétricas, boa resistência ao escoamento sob carga e às intempéries, resistente a chama.[2][5]É um dos 3 plásticos de engenharia mais importantes (os demais são: PA e POM)[6]

O policarbonato está se tornando um material comum no uso do dia-a-dia. Produtos feitos com policarbonato são por exemplo os óculos de sol e os CDs. São recicláveis, (veja mais em Reciclagem de polímeros).

## Histórico
Segundo registros de 1930, os químicos W. H. Carothers e F. J. Natta desenvolveram em laboratório vários tipos de policarbonato alifáticos sem interesse comercial. A partir da descoberta e do sucesso do polietileno (PET) pelos químicos John Rex e J. T. Dickinson, os cientistas da Bayer na Alemanha foram incentivados a pesquisar mais polímeros com núcleos aromáticos em sua cadeia principal.Então em 1953, o Dr. Hermann Schnell e sua equipe na Bayer demonstraram que através da reação de policondensação do composto di-hidroxi bisfenol A com fosgênio os policarbonatos poderiam ser obtidos com propriedades superiores aos dos plásticos existentes na época. Imediatamente após a descoberta, iniciaram o processo de patente, esse requerimento patenteado em 14 de Outubro de 1953 dizia: "Verificou-se que policarbonatos solúveis, fusíveis , cristalizáveis e estiráveis podem ser produzidos a partir de fenóis bivalentes do tipo 4,4 - dioxidifenilmetano com fosgênio". Além disso, nos anos posteriores, percebendo a importância da descoberta, passaram a concentrar seu trabalho no desenvolvimento de métodos alternativos de síntese e análise de policarbonatos obtidos a partir de outros compostos di-hidroxi.
Em 1958, a primeira planta de produção de policarbonato foi instalada na cidade de Uerdingen na Alemanha e foi dado o nome comercial de Makrolon, com grande aplicabilidade nas áreas automotivas, médicas e de construção civil, essa gama de aplicações se expandiu ainda mais na atualidade.
Em 1994 o policarbonato teve um grande crescimento devido a venda de discos Compact Disc (CD) em substituição aos originais de "vinil". Os CD's possuem uma base de policarbonato sobre a qual é depositada uma fina camada de um polímero fotodegradável (ftalocianinas, cianinas ou azocompostos) que são alterados no processo de gravação, e sobre essa camada polimérica é depositada, por “sputtering”, uma fina película metálica (de ouro ou prata), a qual geralmente possui uma espessura de 50 a 100 nm e área total da ordem de 100 cm², e então essa última camada é protegida por um ou dois filmes poliméricos.
Atualmente, o policarbonato possui muitas aplicabilidades, sendo utilizado como cobertura, toldo, lentes de óculos, discos compactos, em eletrônicos e peças que necessitam de transparência e resistência mecânica.

## Processos de fabricação
Acabamentos superficiais
- Brunimento;
- Jateamento;
- Lixamento: com fita e com folhas abrasivas;
- Pintura: por imersão e spray;
- Polimento: com disco abrasivo e conglomerados de discos;
- Pulverização;
- Retificação: cilíndrica externa com avanço radial, cilíndrica interna com avanço circular, cilíndrica interna com avanço longitudinal, retificação sem centro, cilíndrica sem centros com avanço contínuo da peça, cilíndrica sem centro com avanço de uma fileira de peças, cilíndrica sem centros com avanço radial, cônica com avanço longitudinal, perfil com avanço longitudinal, perfil com avanço radial, externa com avanço longitudinal, frontal com avanço circular, frontal com avanço retilíneo e tangencial plana.

União:
- Soldagem: por alta frequência e por atrito.

Usinagem:
- Alargamento: cilíndrico de acabamento, cilíndrico de desbaste, cônico de acabamento e cônico de desbaste;
- Aplainamento: de guias, de perfis, de rasgo, de rasgo de chaveta, de ranhuras em T, de superfície, de superfície curvilínea e de superfície de revolução;
- Brochamento: Externo e interno;
- Cortes: com guilhotina, jato de água, laser e por punção;
- Fresamento: cilindro tangencial, composto, frontal, frontal (caso especial), frontal de canaletas, rabo de andorinha, tangencial concordante, tangencial discordante, tangencial de perfil;
- Furação: com pré-furação, de centro, em cheio, escalonada e trepanação;
- Mandrilamento: cilíndrico, cônico, esférico e radial;
- Rebaixamento: guiado ou sem guia;
- Roscamento: externo com cossinete, externo com ferramenta de perfil múltiplo, externo com ferramenta de perfil único, externo com fresa de perfil múltiplo, externo com fresa de perfil único, externo com jogo de pentes, interno com ferramentas de perfil múltiplo, interno com ferramentas de perfil único, interno com fresa e interno com macho;
- Serramento: alternado, circular, contínuo e contínuo (recorte);
- Torneamento: cilíndrico interno, cilíndrico externo, cônico interno, cônico externo, curvilíneo, faceamento, perfilamento axial, perfilamento radial, sangramento axial e sangramento radial;

Conformação:
- Extrusão: direta;
- Injeção;
- Laminação;
- Rotomoldagem;
- Sopro.

## Moldagem
O policarbonato, pode ser moldado em quaisquer formas das mais simples às mais complexas, geralmente é moldado através de compressão a quente (termo moldagem) entre temperaturas de 175 a 200 ºC, onde através de duas placas de metal quente montadas em uma prensa hidráulica são fornecidos é fornecido um alto valor de pressão. A termo moldagem compreende pré-secagem do material a 120ºC (com variação de mais ou menos 3ºC) em forno quente com ar circulante, por um tempo que depende da espessura do material. Essa pré-secagem é necessária para evitar bolhas no processo subsequente. A folha é então aquecida até 175 - 200ºC, e moldada usando vácuo, sopro livre, prensagem ou reação rápida. Para a moldagem de pregas ou ainda moldagem mecânica ou em moldes casados, a folha é aquecida a 155 - 160ºC num forno, sobre um suporte recoberto de feltro, antes da transferência necessariamente rápida para o molde. Para a formação das dobras, usam-se então moldes macho e fêmea e pressão, se necessário. As duas moldagens, mecânica e em moldes casados, são similares, porém requerem maior força. Dobrar a folha na linha quente exige que se aqueça a folha de forma localizada a 150ºC, antes de curvá-la. "Temperar" o material de 130 a 135ºC por uma hora para cada 2,5mm de espessura, livra a superfície de tensão. 

## Aplicações
Existem para aplicabilidade os policarbonatos alveolar, compacto(prismático) e refletivo. O alveolar se trata de chapa lisa com cavidades internas (alvéolos) e passa por um tratamento anti-UV em um dos lados da chapa. É muito semelhante ao vidro canelado, porém com uma combinação de propriedades que o torna muito mais resistente. É ideal para fechamento lateral, divisórias e coberturas curvas ou planas, onde se deseja máxima segurança e transmissão de luz natural, pois a camada refletiva na face externa da chapa aumenta a reflexão da luminosidade, reduzindo com eficiência o índice de transmissão de calor para o ambiente interno em até 7 ºC. As refletivas, são semelhantes a alveolar, porém, possuem camada refletiva em ambas faces e reduzem a transmissão de calor em até 9 ºC.Já as estruturas de policarbonato compacto são produzidas a partir de também de polímeros de carbono e possuem grande resistência à impactos, chegam a ter uma resistência de até 250 vezes maior do que o vidro. Sua aparência é de vidro liso, e ele é produzido nas mais diversas cores. Além disso a chapa de policarbonato pode ser facilmente decorada com filmes de vinil adesivos ou silk screen. Uma das vantagens desse material é que ele pode ser dobrado a frio, o que facilita no momento da produção de uma cobertura.
Em relação as vantagens e desvantagens do policarbonato em relação ao vidro é que este último é um material composto basicamente por areia derretida e componentes que aumentam sua resistência mecânica e química contra esforços e intempéries. Por apresentar maior peso próprio, exige uma estrutura de apoio mais reforçada que o policarbonato. A maior vantagem do vidro em relação ao policarbonato como material para coberturas é sua durabilidade, pois o vidro apresenta maior resistência à abrasão, de forma que sofre menos desgastes devido a intempéries e procedimentos de limpeza. Além disso, apresenta maior durabilidade que o policarbonato, que pode vir a perder a transparência e a integridade com o passar dos anos, principalmente em locais que necessitam de maior frequência nos procedimentos de manutenção.
Em relação as semelhanças e diferenças entre o acrílico e o policarbonato, sabe-se que ambos são metade do peso de um vidro de tamanho comparável em volume.Ambos são vidros sintéticos, e cada um oferece uma tremenda flexibilidade. Comparando ao vidro, o acrílico tem aproximadamente 17 vezes mais resistência ao impacto porém o policarbonato é ainda mais forte, com resistência ao impacto 250 vezes a mais que o vidro comum.Alguns prós e contras podem ser vistos na tabela abaixo.
|         | Chapa de Acrílico | Chapa de Policarbonato |
| ------- | --- | --- |
| Prós    | - Mais fácil de se trabalhar, em relação ao policarbonato - Pode ser polido, tanto para riscos na face, quanto para as bordas - Maior facilidade na colagem - Mais brilho - Mais barato que o policarbonato | - Maior resistência comparado ao acrílico - Mais flexível que o acrílico, pode ser curvado a frio - Pode ser exposto a altas temperaturas - Não é inflamável - Altamente resistente a produtos químicos - Pode ser furado sem que ocorram rachaduras - Peso menor em relação ao acrílico |
| Contras | - Mais rígido - Maior chance de quebra durante a furação ou após impactos - Apresenta lascas após a quebra - Não deve ser exposto a muito calor                                                             | - Não pode ser polido - Não pode ser dobrado ou moldado facilmente - Menor transparência em relação ao acrílico |

Tabela 1: prós e contras entre acrílico e policarbonato.
Principais aplicações do policarbonato são:
- Automóvel: Faróis, janelas de segurança.
- Lâminas + perfis: Cobertura e janelas, aplicações anti-vandalismo.
- Eléctrico: conectores, sockets, contadores, segurança.
- Aplicações domésticas: misturadores , portas para micro-ondas.
- Bens de consumo e utensílios domésticos: moldes para chocolate.
- Dispositivos de segurança: óculos, capacetes.
- Médico: Carcaças de aparelhos de diálise.
- Iluminação: globos, difusores, luzes de trânsito.
- Disco compactos: CD-ROM, CD-R, DVD.
- Visores de capacetes e portas.[19]

## Interação com outros produtos químicos[20]
| Prejudicam o policarbonato | Requerem cuidado | São considerados seguros |
| --- | --- | ------------------------ |
| - Acetona - Ácido hidroclórico concentrado - Ácido hidrofluórico concentrado - Ácido sulfúrico concentrado - Acrilonitrilo - Amônia - Amil-acetato - Benzeno - Bromo - Butil-acetato - Clorofórmio - Dimetil-formamida - Estireno - Iodo - Metanol - Metil-etil-cetona - Soda cáustica - Tetracloroetileno - Toluol - Xileno - Nitrocelulose - Acetato de Celulose - Ácido perclórico concentrado - Aguarrás - Dióxido de enxofre - Gasolina - Glicerina - Gasolina para avião - Óleo diesel | - Ácido acético - Ácido cítrico 10% - Ácido hidroclórico 20% - Ácido hidrofluórico 5% - Água - Álcool etílico 95% - Bórax in H2O - Butano - Cloreto de amônio - Cloreto de cálcio - Dióxido de carbono - Enxofre - Etileno glicol - Formaldeído 10% - Hipoclorito de cálcio - Mercúrio - Metano - Monóxido de carbono - Oxigênio - Ozônio - Sulfato de cobre - Tricloreto de antimônio - Ureia |                          |

Não se recomenda o uso de hidróxido de sódio e outros produtos de limpeza alcalinos no policarbonato, pois provocam a liberação de bisfenol-A, um disruptor endócrino.

## Principais impactos a saúde e ao meio ambiente

Estrutura química do Bisfenol - A

Bisfenol A (BPA) é o nome comum dado para 2,2 - (4,4’-hidroxifenilico) propano, 4,4’-isopropilidenodifenol, ou 2,2’-bis (4-hidroxifenil) propano, ele é utilizado como um intermediário na produção de resinas epóxi, as quais são utilizadas no revestimento interno para latas de alimentos e bebidas para proteger os alimentos do contato direto com o metal, porém,na presença de temperaturas elevadas pode migrar para os alimentos. Este também constitui os policarbonatos que têm sido usados em mamadeiras, revestimentos de proteção de embalagens, recipientes para alimentos, água e afins e compósitos selantes em odontologia.
As consequências da exposição ao BPA vêm sendo acompanhadas por pesquisadores, instituições de pesquisa e órgãos regulamentadores, através de estudos em animais, as quais demonstraram que o BPA e outros produtos químicos, que atuam como desreguladores, têm ocasionado efeitos negativos sobre uma grande variedade de processos fisiológicos, incluindo a reprodução.Desreguladores endócrinos, como BPA, podem imitar hormônios ou parte destes, que ocorrem naturalmente no corpo como estrógenos (hormônio sexual feminino), andrógenos (hormônio sexual masculino) e hormônios da tireoide, potencialmente, produzindo superestimulação e, com isso, ligam-se a um receptor em uma célula e bloqueiam a ligação endócrino-hormonal. Ainda, segundo diversos estudos foi possível identificar relação entre o BPA e Diabetes, Cardiomiopatia dilatada, Câncer de mama, inibição de certos medicamentos, entre outros.
Além disso, o fosgênio além de tóxico, é corrosivo e extremamente poluente, tendo já sido utilizado como arma química na Primeira Guerra Mundial.

## Reciclagem
A reciclagem de polímeros pode ser classificada em quatro categorias: primária, secundária, terciária e quaternária. Reciclagem primária consiste na conversão dos resíduos poliméricos industriais por métodos de processamento padrão em produtos com características equivalentes àquelas dos produtos originais produzidos com polímeros virgens, ou seja, aparas que são novamente introduzidas no processamento. Reciclagem secundária tem relação com a conversão dos resíduos poliméricos provenientes dos resíduos sólidos urbanos por um processo ou uma combinação de processos em produtos que tenham menor exigência do que o produto obtido com polímero virgem, por exemplo, reciclagem de embalagens de PP para obtenção de sacos de lixo. Reciclagem terciária é um processo tecnológico de produção de insumos químicos ou combustíveis a partir de resíduos poliméricos. E por fim, reciclagem quaternária pode ser dito como um processo tecnológico de recuperação de energia de resíduos poliméricos por incineração controlada. Em síntese, a reciclagem primária e a secundária são conhecidas como reciclagem mecânica ou física, o que diferencia uma da outra é que na primária utiliza-se polímero pós-industrial e na secundária, pós-consumo, e a reciclagem terciária também é chamada de química e a quaternária de energética.
A reciclagem mecânica pode ser viabilizada através do reprocessamento por extrusão, injeção, termoformagem, moldagem por compressão, etc. Para este fim são necessários alguns procedimentos que incluem as seguintes etapas: 1) separação do resíduo polimérico, 2) moagem, 3) lavagem, 4) secagem, 5) reprocessamento e, finalmente, a transformação do polímero em produto acabado. Existem variações nestas etapas devido à procedência e o tipo de polímero, além das diferenças de investimentos e equipamentos utilizados nas plantas de processamento. A reciclagem química ocorre através de processos de despolimerização por solvólise (hidrólise, alcoólise, amilose), ou por métodos térmicos (pirólise à baixa e alta temperaturas, gaseificação, hidrogenação) ou ainda métodos térmicos/catalíticos (pirólise e a utilização de catalisadores seletivos). Em último estágio, se o reuso do resíduo polimérico não é prático ou econômico, é possível fazer uso de seu conteúdo energético através da incineração, operando portanto a reciclagem energética.Geralmente os policarbonatos são reciclados mecânica ou quimicamente, no caso dos CD's, por exemplo, é feita uma reciclagem mecânica do policarbonato.